# Exochus izbus
Exochus izbus là một loài tò vò trong họ Ichneumonidae.